# Grand Prix-wegrace van Madrid
De Grand Prix van Madrid voor motorfietsen was een motorsportrace, die in 1998 eenmalig werd verreden en meetelde voor het wereldkampioenschap wegrace. De race was de vervanger voor de Grand Prix van Portugal, omdat het Autódromo do Estoril nog niet door de FIM gehomologeerd was. Het evenement vond plaats op het Circuito Permanente del Jarama.

Circuito Permanente del Jarama

## Statistiek
| Editie | Seizoen | Circuit | Klasse | Winnaar                   | Tweede                 | Derde                     | Poleposition              | Snelste ronde            |
| ------ | ------- | ------- | ------ | ------------------------- | ---------------------- | ------------------------- | ------------------------- | ------------------------ |
| 1      | 1998    | Jarama  | 125 cc | Lucio Cecchinello (Honda) | Marco Melandri (Honda) | Hiroyuki Kikuchi (Honda)  | Kazuto Sakata (Aprilia)   | Kazuto Sakata (Aprilia)  |
| 1      | 1998    | Jarama  | 250 cc | Tetsuya Harada (Aprilia)  | Tohru Ukawa (Honda)    | Loris Capirossi (Aprilia) | Loris Capirossi (Aprilia) | Tetsuya Harada (Aprilia) |
| 1      | 1998    | Jarama  | 500 cc | Carlos Checa (Honda)      | Norifumi Abe (Yamaha)  | Sete Gibernau (Honda)     | Mick Doohan (Honda)       | Carlos Checa (Honda)     |

## Noot
1. ↑  Officieel vond er geen telling plaats